# Antoni Piotrowski (1910–1988)
Antoni Piotrowski ps. Prawdzic (ur. 14 listopada 1910 roku w Jędrzejowie – zm. 28 marca 1988 roku w Warszawie) – podpułkownik Armii Krajowej, polski ksiądz katolicki, kapelan i szef służby duszpasterskiej 27. Wołyńskiej Dywizja Piechoty Armii Krajowej.

## Życiorys
W 1937 roku przyjął święcenia kapłańskie. Był wikarym w parafii św. Stanisława w Kowlu. W 1940 roku został administratorem tej parafii. W 1943 roku organizował w Kowlu pomoc dla uciekinierów przed pogromami ukraińskich nacjonalistów. 15 stycznia 1944 roku został kapelanem i szefem służby duszpasterskiej 27 Wołyńskiej Dywizji Piechoty AK w stopniu podpułkownika. Uczestniczył walkach swojej jednostki z wojskami niemieckimi w rejonie Kowla, Włodzimierza Wołyńskiego i Lubomla. Brał udział w zdobywaniu  Kocka, Firleja i Lubartowa.
Aresztowany przez NKWD 26 lipca 1944 roku w Świdrze koło Otwocka  i wywieziony do Brześcia. Stąd trafił do obozu dla żołnierzy AK w Riazaniu nad Oką. Przebywał w sowieckich łagrach dla żołnierzy AK w Riazaniu, Diagilewie. W lipcu 1947 roku internowany w obozie NKWD nr 150 w Griazowcu. 29 listopada 1947 roku powrócił do Polski.
Osiedlił się w Warszawie, był m.in. kapelanem szpitala na Woli. Został pochowany na Cmentarzu na Woli.

## Awanse
- podpułkownik – 15 stycznia 1944 roku

## Odznaczenia
- Krzyż Kawalerski Orderu Odrodzenia Polski
- Złoty Krzyż Zasługi z Mieczami
- Krzyż Walecznych